# Susan (Camea)
Susan ist eine osttimoresische Ortschaft in der Aldeia Aidac Bihare (Sucos Camea, Verwaltungsamt Cristo Rei, Gemeinde Dili). Sie liegt im Zentrum der Aldeia, südlich der Überlandstraße von Dili nach Hera, in einer Meereshöhe von 369 m. Westlich befindet sich mit dem Ort Aidac Bihare das Zentrum der Aldeia. Nördlich von Susan befindet sich die Grundschule der Aldeia und der Weiler Fatuahi.